# Меліса Лукашенко
Мелісса Лукашенко — корінна австралійська (аборигенська) письменниця українського походження, авторка художньої літератури для дорослих і нон-фікшн, яка також писала романи для підлітків.
У 2013 році вона отримала престижну австралійську журналістську премію Премію Волклі у категорії «Feature Writing Long» (для творів довжиною понад 4000 слів)  за збірку есе «Занурення нижче пояса: Вниз і назовні в Брісбені та Логані» (Sinking Below Sight: Down and Out in Brisbane and Logan). У 2019 році вона отримала престижну австралійську літературну премію імені Майлз Франклін за роман «Занадто багато губ» (Too Much Lip).

## Раннє життя і освіта
Мелісса Лукашенко народилася в 1967 році в Брісбені, Австралія. Її спадщина – бунджулунг та українська. Проте, сама письменниця каже, що відчуває себе саме австралійською аборигенкою і в майбутньому хоче дізнатися більше про своє українське коріння. Письменниця каже, що її батько був етнічним українцем, який, проте, спілкувався лише російською мовою. Вона закінчила Університет Гріффіта (1990) з відзнакою в галузі державної політики.  

## Письменницька кар'єра
Лукашенко каже, що коли вона почала серйозно писати, «в австралійській літературі все ще була яскрава діра», майже не було видатних голосів аборигенів і лише видавництво University of Queensland Press та кілька інших невеликих видань публікували твори письменників аборигенів. Коли її запитують, чи вважає вона себе насамперед письменницею чи письменницею-аборигенкою, вона зазначає, що це питання стикається із семантичними труднощами, оскільки це слово означає різні речі для різних людей.
Першим опублікованим твором Лукашенко став роман «Парові свині» (1997), який отримав австралійську літературну премію Доббі за жіночу художню прозу. Він також увійшов до короткого списку номінантів на Літературні премії Прем’єр-міністра Нового Уельсу та регіональну Премію письменників Співдружності. 
У 1998 році вийшов друком її роман «Вбивство Дарсі», який отримав нагороду «Талкінг Книга» для молодих читачів Королівського товариства сліпих (у кількох вторинних джерелах ця премія також згадується як премія «Аврора»). Вона також була фіналісткою премії «Ауреаліс» 1998 року за найкращий роман для молоді та була включена до довгого списку номінантів Меморіальної премії Джеймса Тіптрі молодшого 1998 року.  
У 1999 році був опублікований її третій роман «Жорсткі ярди» (Hard Yards), який став фіналістом премії Premier's Literary Awards у 1999 році та найкращою книгою 2001 року за версією видання Courier Mail. У 2002 році вийшов її четвертий роман «Занадто швидко» (Too Flash), написаний для підлітків.
П’ятий роман Меліси Лукашенко, «Маллумбімбі» (Mullumbimby), отримав престижну книжкову премію Deloitte Fiction Book Award у 2013 році  та літературну премію Victorian Premier’s Literary Award for Indigenous Writing у 2014 році, а також був номінований на кілька інших нагород. У 2015 році він був у довгому списку Міжнародної Дублінської літературної премії. 
Вона також є досвідченою есеїсткою, у 2013 році отримала престижну австралійську журналістську премію Премію Волклі за збірку есе.
У вересні 2015 року у співпраці з Poets House у Нью-Йорку на спеціальному заході було представлено аудіо-запис шести провідних членів Мережі письменників перших націй (аборигенів) Австралії, які читали свої твори. Читачами були Лукашенко, Жанін Леан, Дуб Леффлер, Брюс Паско, Джаред Томас і Еллен ван Нірвен. 
У 2016 році Лукашенко отримала авторську стипендію Copyright Agency Author Fellowship, щоб зосередитися на своєму новому романі, який був опублікований під назвою «Забагато губ» (Too much lip) у 2018 році.  На початку 2019 року роман потрапив до короткого списку премії Stella Prize.    Цей роман також отримав літературну премію імені Майлз Франклін у 2019 році.  У травні 2019 року кінокомпанія Cenozoic Pictures обрала цей роман для екранізації. Лукашенко виступила співавторкою сценарію

## Особисте життя і сім'я
У березні 2014 року в ефірі «The Moth Radio Hour» Меліса Лукашенко розповіла про переїзд із чоловіком і донькою на землі аборигенів у Новому Південному Уельсі де виросла її прабабуся, а також про подальше розлучення з чоловіком і психічні проблеми, хворобу дочки.

### Романи
- Lucashenko (1997). Steam Pigs. University of Queensland Press. ISBN 9780702229350.
- Lucashenko (1999). Hard Yards. University of Queensland Press. ISBN 9780702230806.
- Lucashenko (2002). Uptown Girl. University of Queensland Press. ISBN 9780702233340.
- Lucashenko (2013). Mullumbimby. University of Queensland Press. ISBN 9780702239199.
- Lucashenko (2018). Too Much Lip. University of Queensland Press. ISBN 9780702259968.
- Lucashenko (2023). Edenglassie. University of Queensland Press. ISBN 9780702266126.

#### Романи для підлітків
- Lucashenko (1998). Killing Darcy. University of Queensland Press. ISBN 9780702230417.
- Lucashenko (2002). Too Flash. IAD Press. ISBN 9781864650488.

### Нариси
- ——. I'm Not Racist, but. (PDF). self-published.
- ——. Who Let the Dogs Out? (PDF). self-published.
- —— (2004). Not Quite White in the Head. Griffith Review (edition 2: Dreams of Land).
- —— (2005). Our Bodies. Griffith Review (edition 4: Making Perfect Bodies).
- —— (2005). Globalisation, Kimberley Style. Griffith Review (edition 6: Our Global Face).
- —— (2007). How Green Is My Valley?. Griffith Review (edition 12: Hot Air).
- —— (2009). On the Same Page, Right?. Griffith Review (edition 26: Stories for Today).
- —— (2009). The Silent Majority. Griffith Review (edition 26: Stories for Today).
- —— (2013). Sinking Below Sight. Griffith Review (edition 41: Now We Are Ten).

## Подальше читання
- Натанаель О'Рейлі «Дослідження корінної ідентичності в передмісті: Парові свині Меліси Лукашенко» JASAL 10 (2010)

## Зовнішні посилання
- Офіційний сайт

Шаблон:Miles Franklin Literary Award